# Символоков, Илья Калистратович
Илья Калистратович Символоков (15 июня 1918—4 декабря 1990, Москва) — известный советский артист цирка, иллюзионист, фокусник, народный артист РСФСР (1980).

## Биография
Родился в крестьянской семье в селе Казановка Усманский район Воронежской области. Вскоре переехал с родителями в город Кадиевка Ворошиловоградской обл (ныне г. Стаханов), Украина). После окончания семилетки, И. Символоков поступил в ФЗУ, стал токарем. Начал выступать в клубной самодеятельности.
На сцене цирка впервые выступил в 1936 году, был униформистом, позже до 1939 — ассистент в номерах различных жанров, демонстрировал номер с гирями. Настойчиво обучался цирковому искусству, в том числе и у китайских фокусников на базарах. В 1939 году во Владивостоке впервые выступил как артист-манипулятор.
В годы Великой Отечественной войны выступал в составе фронтовых цирковых бригад, лишился всех близких родственников, проживавших в городе Кадиевка. В 1949—1954 годах выступал как мнемотехник с номером «Счетная машина». За время выступлений на арене цирков различных стран придумал, разработал и ввёл ряд новых трюков, с которыми успешно гастролировал во многих странах Европы. Руководитель аттракциона «Водная феерия».
Умер в 1990 г., похоронен в Москве на Хованском кладбище.

## Награды и призы
- Народный артист РСФСР (14.02.1980)
- Заслуженный артист РСФСР (03.03.1971)
- Международный приз — «Золотая волшебная палочка» (Дания, 1971).
- Лауреат Всесоюзного смотра новых произведений циркового искусства (СССР, 1970).

В 1979 г. вышла, написанная И. Символоковым книга «Как я завоевал золотую магическую палочку» (Изд. «Искусство», 1979).